# 車庫前站
車庫前站（日语：／ Shakomae eki */?）是一座位於愛知縣岡崎市，名古屋鐵道（名鐵）岡崎市內線的車站（廢站）。
由於此站鄰近岡崎市內線的岡崎車庫，因此此站設有引込線。

## 概要
- 此站設有2面2線的相對式乘車處，沒有站舍和月台，乘客直接在路上上下車。
- 在車站啟用時的名稱為「中學校站」。名稱取自車站最接近愛知縣第二尋常中學（現時：愛知縣立岡崎高等學校（日语：愛知県立岡崎高等学校））。後來當愛知縣岡崎中學[注 1]在1924年遷移後，此站才改名為「車庫前站」，但是改名日期不詳[注 2]。
- 在蘆池橋站和車庫前站之曾經設有新田橋站，該站在太平洋戰爭期間暫停營業，繼而廢除[注 3]。
- 在車庫前站和戶崎町站曾經設有日清分工場前站和戶崎站。有說法是日清分工場前站遷移並改名為戶崎站，詳情不明[注 4]。

## 歷史
- 1899年（明治32年）1月1日 - 「岡崎馬車鐵道」中學校站啟用。當時鐵路的軌距為762mm和單線。
- 1911年（明治44年） - 公司計劃把鐵路電氣化，公司名稱改為岡崎電氣軌道[1][2]。
- 1912年（大正元年）9月1日 - 電氣化（600V）和改軌距（1067mm）工程完成。殿橋至岡崎停車場之間開始有電車行走[3]。
- 1922年（大正11年） -  殿橋至岡崎停車場之間雙線化[4]。
- 1924年（大正13年） - 改名為車庫前站。
- 1927年（昭和2年）7月19日：岡崎電氣軌道與三河鐵道合併，成為三河鐵道的車站[5][6]。
- 1941年（昭和16年）6月1日：三河鐵道與名古屋鐵道合併，成為名古屋鐵道的車站[5]。
- 1948年（昭和23年）11月1日前 - 成為無人車站[7]。
- 1962年（昭和37年）6月17日：岡崎市內線與福岡線福岡町至大樹寺之間廢除，此站被廢除[5][8]。

## 相鄰車站
名古屋鐵道
岡崎市內線
蘆池橋－車庫前－戶崎町

## 注腳